# Homicidi en primer grau
Homicidi en primer grau (títol original en anglès Murder in the First) és una pel·lícula de drama legal estatunidenca del 1995, dirigida per Marc Rocco, escrita per Dan Gordon, i protagonitzat per Christian Slater, Kevin Bacon, Gary Oldman, Embeth Davidtz, Brad Dourif, William H. Macy i R . Lee Ermey. Explica la història alternativa d'un petit criminal anomenat Henri Young que és enviat a la Penitenciaria Federal d'Alcatraz i després jutjat per assassinat en primer grau com l'advocat que el representa relata la vida d'Henri i quan va representar a Henri. Aquesta pel·lícula es va descriure al cartell de la pel·lícula com "el cas que va enderrocar Alcatraz". La pel·lícula va rebre una resposta crítica variada, tot i que l'actuació de Bacon va ser elogiada per la crítica. Ha estat doblada al català.

## Argument
Com a orfe de 17 anys, Henri Young va entrar en una botiga de queviures on se li va negar la feina. Això el porta a robar 5,00 dòlars d'una botiga de queviures per alimentar-se a ell i a la seva germana petita Rosetta, tots dos indigents. És detingut pel botiguer i arrestat per la policia mentre Rosetta és enviada a un orfenat. Com que aquella botiga de queviures també albergava un servei de Correus, el seu crim s'actualitza a un delicte federal. Young no torna mai a veure Rosetta i és condemnat a la Penitenciaria de Leavenworth, Kansas.
Anys més tard, Henri va ser traslladat a Alcatraz. És oprimit pel director de la presó Milton Glenn. Henri participa en un intent de fugida amb altres dos presoners Rufus McCain i Arthur Barker.
El pla de fugida fracassa a causa de la traïció de McCain. Barker és assassinat pels guàrdies i Glenn castiga Young fent-lo enviant-lo a "el forat", que es troba als calabossos d'Alcatraz mentre ell i el director James Humson fan una conferència de premsa demostrant que Alcatraz és ineludible. Glenn també va fer torturar a Henr colpejant-lo a l'esquena amb un garrot, va ser llançat per les escales en un moment donat, va colpejar-li la cara amb un blackjack i en un moment es va quedar nu al forat. Glenn fins i tot va fer servir una navalla recta al turmell per induir a l'Henri a coixejar. Excepte durant 30 minuts el Dia de Nadal de 1940, es va deixar allà durant tres anys. L'aïllament fa que Young perdi el seny.
En alliberar-lo de tornada a la població general, experimenta un episodi psicòtic a la cafeteria de la presó i ataca McCain, matant-lo a punyalades amb una cullera a la vista del personal de la presó i d'altres condemnats.
Young és jutjat a San Francisco per assassinat en primer grau en el que el fiscal de districte William McNeil i l'oficina del defensor públic que dirigeix el Sr. Henkin creuen que és un cas obert i tancat. El defensor públic James Stamphill, recent graduat de la Harvard Law School, rep el cas. Després de descobrir els fets del cas de Young, Stamphill intenta jutjar Alcatraz al·legant que les seves dures condicions el van fer tornar boig, causant la consternació del senyor Henkin, la companya de feina de Stamphill, Mary McCasslin, i el germà de Stamphill, Byron. Durant una de les seves visites, Stamphill va donar plaer a Young en portar una prostituta anomenada Blanche.
El judici supervisat pel jutge Clawson es torna molt polititzat i polèmic. Glenn va negar qualsevol maltractament a Young al·legant que ell no és el dolent aquí, ja que Stamphill va esmentar que qualsevol que es tornabs boig a Alcatraz va ser eliminat i mai va arribar al manicomi. Mentre Stamphill va interrogar l'exguàrdia Derek Simpson que va admetre que Glenn el va fer participar en la tortura, McNeil s'oposa perquè Simpson va ser acomiadat perquè estava borratxo. Això fa que Clawson faci que el jurat consideri el testimoni de Simpson, ja que Stamphill més tard va culpar Byron d'aquest resultat. Stamphill també va fer responsable a Humson de no estar present durant les accions de Glenn cap a Young, afirmant que Humson mai no va interactuar amb Young, ja que Humson afirma que dirigeix dues presons més.
En un moment entre el judici, Stamphill va aconseguir localitzar Rosetta i la va portar a visitar Henri. S'assabenta que Rosetta està bé i ha posat el seu nom al seu nadó.
Young li diu a Stamphill que vol canviar la declaració per culpable, ja que preferiria morir que ser enviat de tornada a Alcatraz. Young és condemnat per homicidi involuntari i no per assassinat en primer grau, ja que el jurat recomana que Alcatraz se sotmeti a una investigació federal, ja que també troben Alcatraz, Humson i Glenn culpables de crims contra la humanitat. Stamphill li diu a Young que apel·larà perquè l'enviïn a una altra presó i vegi si pot reobrir el cas original de Young. La narració de Stamphill afirma que aquesta seria l'última vegada que va veure Young amb vida, ja que més tard el trobarien mort a la seva cel·la on tenia "victòria" escrit a les parets i no va morir en va. Young és retornat a Alcatraz i posat "al forat" per ordre de Glenn, amb Young afirmant que encara va guanyar de qualsevol manera mentre els presos colpejaven a les cel·les.
Mentre Young és portat a "el forat", la narració de Stamphill afirma que la Cort Suprema va estar d'acord amb els fets del judici sis mesos després, que va portar a tancar els calabossos d'Alcatraz per sempre. Glenn va ser acusat de maltractament. Seria declarat culpable i mai més treballaria al sistema criminal dels Estats Units. Tot i que va assenyalar que encara va romandre a la pràctica privada, Stamphill a la seva narració va agrair a Young per fer-lo un fan del beisbol i conclou la seva narració dient "Ho has fet, Henri"!
Una postdata diu que Alcatraz com a presó va ser tancada per sempre el 1963. Continua sent una atracció turística que ha estat visitada per un milió de turistes.

## Repartiment
- Christian Slater com a James Stamphill, un advocat defensor que representa a Henri Young i també és el narrador de la pel·lícula.
- Kevin Bacon com a Henri Young, un jove enviat a Alcatraz per un petit robatori.
- Gary Oldman com a Milton Glenn, el director de presons associat d'Alcatraz.
- Embeth Davidtz com a Mary McCasslin, una advocada que és la companya de treball de James.
- William H. Macy com a D.A. William McNeil, el fiscal de districte que processa Young.
- Brad Dourif com Byron Stamphill, el germà de James que també és advocat.
- R. Lee Ermey com el jutge Clawson, un jutge que supervisa el judici d'Henri Young.
- Stephen Tobolowsky com el Sr. Henkin, el cap de Stamphill.
- Mia Kirshner com a Rosetta Young, la germana fictícia d'Henri Young que més tard es comprometria amb un home anomenat Mr. Dial.
  - Amanda Borden com a jove Rosetta Young
- Ben Slack com a Jerry Hoolihan
- Stefan Gierasch com a James Humson, el cap de la presó d'Alcatraz i el cap de Glenn que també és el director de la Presó Estatal de San Quentin i la Presó Estatal de Folsom.
- Kyra Sedgwick com a Blanche, una prostituta que James porta a visitar l'Henri.
- Charles Boswell com a Derek Simpson, un guàrdia d'Alcatraz que va ajudar a Glenn a torturar Henri abans de ser acomiadat.
- David Michael Sterling com a Rufus McCain, un presoner que participa en el primer intent d'escapada de Young i el traeix a Glenn, cosa que va provocar la mort d'en McCain.
- Michael Melvin com a Arthur "Doc" Barker, un reclus que participa en el primer intent d'escapada de Young i és assassinat pels guàrdies.
- Tony Barr com a Winthrop
- Stuart Nisbet com a Harv
- Gary Ballard com a Terrence Swenson, un guàrdia d'Alcatraz.
- Randy Pelish com a Wimer, un guàrdia d'Alcatraz.
- Neil Summers com Whitney, una guàrdia d'Alcatraz.
- Sonny King com a Wimer, un guàrdia d'Alcatraz.
- Theo Mayes com a barber de la presó
- Wally Rose com a botiguer d'una botiga de queviures que Henri intenta robar.
- Eve Brenner com a secretària de Winthrop

Els homes del carrer van ser retratats per Bill Barretta, Randy Dudly, William Hall, Sheldon Feldner, Fred Franklin i Joseph Lucas.

## Producció

### Filmació
Per preparar-se per al seu paper d'Henri Young, Kevin Bacon va passar una nit en una cel·la solitària i va perdre vint lliures.
La fotografia principal va començar el 13 de desembre de 1993 a Los Angeles, Califòrnia, amb les seqüències de la sala de tribunals filmat primer. El 17 de gener de 1994, el rodatge a Triscenic Production Services Inc. a Sylmar va ser interromput pel terratrèmol de Northridge de 1994. El rodatge va acabar dues setmanes després del terratrèmol, i al febrer, la producció es va traslladar a l'illa d'Alcatraz a la badia de San Francisco. El rodatge allà s'havia de fer de nit, perquè el Servei de Parcs Nacionals no volia interrompre el turisme diari durant el dia. Més de 300 membres de la tripulació van haver d'estar amuntegats a les cel·les de la presó. La producció es va acabar el 12 de març de 1994.

### Precisió històrica
La pel·lícula fa nombrosos canvis als esdeveniments històrics. L'autèntic Henri Young no va ser condemnat per haver robat 5 dòlars per salvar la seva germana de la miseria. Havia estat un lladre de bancs que havia pres un ostatge almenys en una ocasió i havia comès un assassinat el 1933. Young tampoc era aliè al sistema penal. Abans de ser empresonat a Alcatraz el 1936, ja havia complert condemna a dues presons estatals a Montana i Washington. El 1935 va passar el seu primer any a les instal·lacions correccionals federals al McNeil Island, Washington abans de ser traslladat a Alcatraz.
La pel·lícula acaba amb el fictici Henri Young retornat a les masmorres d'Alcatraz a principis dels anys quaranta on suposadament mor. En realitat, l'autèntic Young va romandre a Alcatraz fins al 1948 abans de ser traslladat al Centre Mèdic dels Estats Units per a Presos Federals a Springfield (Missouri), on va romandre fins al 1954. Mentre era a Alcatraz, va romandre a la cel·la del bloc principal. Young no es va mantenir a les masmorres que havien estat tancades gairebé una dècada abans. El 1954, Young va ser traslladat a la Penitenciaria Estatal de Washington a Walla Walla per començar una cadena perpètua per la condemna per assassinat el 1933.
El 1972, després que Young fos alliberat sota paraulade la penitenciaria de l'estat de Washington als 61 anys. Segons les autoritats de l'estat de Washington, es desconeix el seu parador.
Segons el San Francisco Examiner, el 16 d'abril de 1941, la Defensa va declarar al tribunal que Henri Young va estar tancat en cofinament solidari durant més de tres anys. Això s'ha extret directament del document, "L'èmfasi que van posar repetidament en el fet que Young va estar aïllat o tancat durant més de tres anys i que va clavar el seu ganivet a l'abdomen de McCain només onze dies després de l'alliberament d'aquest confinament, va deixar clar que la defensa espera demostrar no només que Young estava "sonat", sinó que els cops van ser administrats pel "sistema" d'Alcatraz.
Quatre presoners més van intentar escapar d'Alcatraz amb Young, no només dos. Un dels homes omesos de la pel·lícula (Dale Stamphill) té el mateix cognom que l'advocat de Young.
Moltes de les idees de la pel·lícula van ser extretes directament dels articles dels diaris dels judicis, inclosa l'escena final on el jurat només condemna Young per homicidi involuntari i sol·licita que Alcatraz sigui investigat.

## Estrena
La pel·lícula es va estrenar el 20 de gener de 1995 a 1.237 sales dels Estats Units i Canadà i va recaptar 4.719.188 dòlars en el seu primer cap de setmana. La pel·lícula va guanyar 17.381.942 dòlars bruts als Estats Units i Canadà i 29,5 milions de dòlars arreu del món contra un pressupost de 20 milions de dòlars.

## Recepció
Al lloc web de ressenyes agregades Rotten Tomatoes, Homicidi en primer grau té una puntuació del 54% basada en les ressenyes de 39 crítics. El consens del lloc afirma: "Malgrat un fort repartiment i una història inspirada en increïbles esdeveniments de la vida real, Homicidi en primer grau és estrictament de segona categoria."
Tot i que Bacon va rebre elogis per la seva actuació, els crítics van citar negativament les preses de la càmera portàtil de la pel·lícula, les escenes de brutalitat i els personatges poc desenvolupats. Mick LaSalle del San Francisco Chronicle va escriure, "'Homicidi en primer grau no té un nucli d'emoció molt important. Intenta trobar-ho en la creixent amistat entre l'advocat i el client jutjat per assassinat, amb escenes de l'advocat que intenta treure el condemnat i dels dos homes parlant lliurement. Però l'amistat mai sembla més que un dispositiu."
Roger Ebert va donar a la pel·lícula dues de quatre estrelles, i va dir que Slater "és un actor amb talent, però és massa jove per a aquest paper, i no té prou confiança per conduir [la seva actuació] una mica". Owen Gleiberman d'Entertainment Weekly va escriure: "quan Henri Finalment arriba el moment a la cort, Homicidi en primer grau ens nega l'única cosa que més volem escoltar: un relat de com es va sentir el seu calvari des de dins cap a fora. El veritable drama de la pel·lícula: què fa viure a una persona a l'infern — roman tancat al cap d'Henri".
El guionista Dan Gordon, que no estava satisfet amb la versió cinematogràfica del seu guió, va escriure una novel·lització del seu guió i més tard el va adaptar a una obra de teatre.

## Premis i nominacions
Kevin Bacon va guanyar el Critics' Choice Award pel Millor actor i va ser nominat a un Premi Screen Actors Guild per Actuació destacada d'un actor masculí en un paper secundari.